# Hiệp hội bóng đá Trung Quốc
Hiệp hội bóng đá Trung Quốc (CFA) (chữ Hán phồn thể: 中國足球協會; giản thể: 中国足球协会) là tổ chức quản lý, điều hành các hoạt động bóng đá ở Trung Quốc. CFA quản lý các đội tuyển bóng đá quốc gia nam và nữ, tổ chức các giải bóng đá như giải bóng đá vô địch quốc gia Trung Quốc (Chinese Super League), cúp bóng đá Trung Quốc,.... CFA là thành viên của cả FIFA, Liên đoàn bóng đá châu Á (AFC) và Liên đoàn bóng đá Đông Á (EAFF).
Chủ tịch của Hiệp hội bóng đá Trung Quốc hiện nay là ông Trần Tuất Nguyên.